# Adolf Peters
Adolf Peters (* 9. Februar 1803 in Hamburg; † 5. Juni 1876 in Meißen) war ein deutscher Gymnasiallehrer, Mathematiker und Schriftsteller.

## Leben
Peters wurde wegen der damaligen Kriege für seine Schulbildung zu einem Onkel nach Hameln geschickt. Dort absolvierte er das örtliche Gymnasium. Schon zu dieser Zeit soll sich seine Neigung zur Mathematik und Poesie gezeigt haben. Nachdem er zunächst im Rechnungs- und Vermessungswesen tätig gewesen war, wurde er 1822 an der Universität Göttingen immatrikuliert. An dieser widmete er sich dem Studium der Philosophie, Mathematik und der Naturwissenschaften. Zudem bildete er in Göttingen unter anderem mit Philipp Spitta und Heinrich Heine eine freundschaftlich verbundene poetische Gruppe. Wann er den Doktorgrad erlangte, ist nicht bekannt.
Peters ging 1825 nach Leipzig und folgte 1826 einem Ruf als Lehrer der Mathematik an die Schule von Karl Justus Blochmann. Ab 1828 war er zugleich Lehrer Vitzthum-Gymnasium in Dresden. 1843 gab er diese Stellungen auf und wurde Prinzenerzieher am Sächsischen Hof. 1851 übernahm er schließlich eine Stelle als Professor der Mathematik am Gymnasium Sankt Afra in Meißen. Dort blieb er bis zu seinem Ruhestand 1873 tätig.

## Werke (Auswahl)
Sachbücher
- Ueber das Studium der Mathematik auf Gymnasien , Hilscher, Dresden 1828.
- Neue Curvenlehre, Walther, Dresden 1835.
- Die symmetrischen Gleichungen mit zwei Unbekannten: ein Methodensystem aus der höheren Algebra für Forscher, Lehrer und Schüler der Wissenschaft, Adler und Dietze, Dresden 1851.
- Ueber die Nothwendigkeit der Einrichtung zweckmässiger mathematisch-naturwissenschaftlicher Lehrerbildungs-Anstalten an deutschen Universitäten, Adler und Dietze, Dresden 1854.
- Psalmen in der Urgestalt. In: Zeitschrift der Deutschen Morgenländischen Gesellschaft, Band 11. 1857. S. 533–538 (Digitalisat).
- Schiller, der klassische Dichter der Ideale, Klinkicht, Meißen 1859.

Dichtungen
- Gesängen der Liebe, Walther, Dresden 1840.
- Natur und Gottheit. Preisgesänge, Schmidt, Meißen 1859.